# Grič (Žumberak)
Grič is een plaats in de gemeente Žumberak in de Kroatische provincie Zagreb. De plaats telt 19 inwoners (2001).